# Préjudice d'agrément
 (octobre 2006).
Le préjudice d'agrément sert à caractériser l’impossibilité pour la personne, provisoire ou définitive, de continuer à pratiquer des activités de loisirs qui étaient régulières avant l’accident.
Désormais, il a été étendu à la réparation de la diminution des plaisirs de la vie liée à l’impossibilité ou à la difficulté de se livrer à des actes normaux de la vie courante.
Le Conseil de l’Europe avait déclaré, dans une décision du 14 mars 1975, que la victime d’un accident devait être indemnisée pour l’ensemble des troubles et désagréments qu’elle subissait à la suite d'un accident, tels que malaises, insomnies etc.
Par exemple la Cour de cassation a pu accorder un préjudice d’agrément à une personne qui ne pouvait plus faire son jardin, entretenir sa maison ni se promener.
Indemnisé par le préjudice d'agrément, le préjudice sexuel peut également donner lieu à une indemnisation complémentaire, et ce depuis les arrêts rendus par la 2e chambre civile le 8 juin 2010.

## Source
- Barème indicatif de la Cour d’appel d’Aix-en-Provence de 2003/2004)
- Dictionnaire juridique